# Tom Kåre Nikolaisen
Tom Kåre Nikolaisen Svegård (* 29. Dezember 1997 in Trondheim) ist ein norwegischer Handballspieler. 

## Karriere

### Im Verein
Zu Beginn seiner Profikarriere 2015 spielte er in Norwegen für Kolstad Håndball. 2020 wechselte er in die Bundesliga zum Bergischen HC. Zur Saison 2024/25 ging er nach Dänemark zu HØJ Håndbold.

### In Auswahlmannschaften
Nikolaisen steht im Kader der norwegischen Nationalmannschaft.
Bei der Europameisterschaft 2020 gewann er mit der Auswahl die Bronzemedaille.